# Giuseppina Cirulli
Giuseppina Cirulli (Roma, 19 marzo 1959) è un'ex ostacolista e velocista italiana, 10 volte consecutive campionessa nazionale sui 400 m hs (dal 1977 al 1986). Vanta anche due titoli indoor, nei 400 m e negli 800 m.

## Biografia
Il suo miglior risultato in carriera è senz'altro la medaglia d'argento conquistata ai  Giochi del Mediterraneo di Casablanca 1983. Sesta in semifinale alle Olimpiadi di Los Angeles 1984 realizzando il nuovo record nazionale della specialità,  è stata eliminata in semifinale anche ai mondiali di Helsinki 1983.
Il suo 56"44 sui 400 hs, stabilito a Catania il 7 settembre 1984, che fu record italiano, è ancora oggi la sesta prestazione italiana di tutti i tempi. 47 volte maglia azzurra. Vanta una presenza ai Giochi olimpici, una ai mondiali, due agli europei e 13 nella Coppa Europa di atletica leggera, tre nella Finale A (un 5º, un 7º ed un 8º posto).
Superati i 50 anni, la Cirulli non ha abbandonato l'atletica, partecipa alle competizioni riservate ai master, sui 100 m e 200 m

## Palmarès
| Anno | Manifestazione            | Sede        | Evento            | Risultato    | Prestazione | Note             |
| ---- | ------------------------- | ----------- | ----------------- | ------------ | ----------- | ---------------- |
| 1982 | Campionati europei        | Atene       | 400 m hs          | elim. semif. | 56"85       |                  |
| 1983 | Campionati mondiali       | Helsinki    | 400 m hs          | elim. batt.  | 57"43       |                  |
| 1984 | Giochi olimpici           | Los Angeles | 400 m hs          | elim. semif. | 56"45       | Record nazionale |
| 1984 | Giochi olimpici           | Los Angeles | Staffetta 4x400 m | 6º           | 3'30"82     | [ 9 ]            |
| 1986 | Campionati europei        | Stoccarda   | 400 m hs          | elim. batt.  | 58"37       |                  |
| 1986 | Campionati europei        | Stoccarda   | Staffetta 4x400 m | 5º           | 3'32"30     |                  |
| 1988 | Campionati europei indoor | Budapest    | 800 m piani       | elim. semif. | 2'04"95     |                  |

## Altre competizioni internazionali

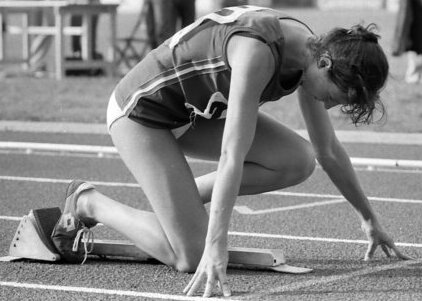
Giuseppina Cirulli in uno scatto di Gustavo Pallicca del 1978

- Argento ai Giochi del Mediterraneo di Casablanca 1983 (400 hs)[11]
- Argento ai Giochi del Mediterraneo di Casablanca 1983 (staffetta 4x400 m)[11]
- Oro ai Giochi del Mediterraneo di Latakia 1987 (staffetta 4x400 m)[11]

## Campionati nazionali
- (1977 e 1986 all'aperto sui 400 hs)
- (1976 nei 400 m e 1985 negli 800 m indoor)